# Језеро (Чаглин)
Језеро је насељено место у општини Чаглин, у Славонији, Република Хрватска.

## Историја
До нове територијалне организације место је припадало бившој великој општини Славонска Пожега.

## Становништво
Насеље је према попису становништва из 2011. године имало 8 становника.
| Националност       | 1991.       |
| Хрвати             | 28 (84,84%) |
| Срби               | 0           |
| Југословени        | 0           |
| остали и непознато | 5 (15,15%)  |
| Укупно             | 33          |